# Katholische Betriebsseelsorge
Die Katholische Betriebsseelsorge ist ein Angebot in Diözesen der römisch-katholischen Kirche in der Bundesrepublik für arbeitende Menschen und  Arbeitslose, unabhängig von deren Religionszugehörigkeit oder Konfession. Die Katholische Betriebsseelsorge sucht als Kategorialsseelsorge die Nähe zu den Menschen in der Arbeitswelt und tritt dort ein für die biblischen Werte der Solidarität, der Gerechtigkeit und der Menschenwürde. Dabei orientiert sie sich auch an den Aussagen der Katholischen Soziallehre.

## Strukturen
Derzeit gibt es in der Bundesrepublik in vierzehn der 27 Diözesen eigene betriebsseelsorgerische Strukturen, vor allem im Süden und Westen der Bundesrepublik. Die Betriebsseelsorge ist zumeist als Unterabteilung einem Referat oder einer Fachabteilung angegliedert, manchmal auch als Teil der Katholischen Arbeitnehmer-Bewegung (KAB) in der jeweiligen Diözese. Sie wird auch als „Arbeitnehmerpastoral“ oder „Arbeitnehmerseelsorge“ bezeichnet. In der Regel sind innerhalb der Diözese mehrere Arbeitsstellen der Betriebsseelsorge eingerichtet.
Auf Bundesebene koordiniert eine ehrenamtliche Bundeskommission die Arbeit der Betriebsseelsorge in den Diözesen. Sie fördert über eine jährliche Bundestagung den fachlichen Austausch, die Weiterbildung und die Weiterentwicklung der Leitlinien. Die Bundeskommission ist gemeinsam mit dem Nell-Breuning-Haus in Herzogenrath auch Träger eines regelmäßigen diözesanübergreifenden Fortbildungskurses „Betriebsseelsorge“. Derzeitige Sprecher der Bundeskommission sind Christian Bindl (Erzidözese München-Freising) und Richard Wittmann (Bistum Regensburg).
In der Katholischen Betriebsseelsorge sind haupt- und nebenamtliche Mitarbeiterinnen und Mitarbeiter tätig, die aus dem gesamten Spektrum pastoralen Personals stammen und auch Quereinsteiger mit umfassender beruflicher Praxis außerhalb der Kirche sein können. Derzeit (Stand 1/2017) sind ca. 50 hauptamtliche katholische Betriebsseelsorger und -seelsorgerinnen in den bundesdeutschen Diözesen tätig.
Diözesen in der Bundesrepublik mit Betriebsseelsorge
- Aachen: Arbeiter- und Betriebspastoral im Bistum Aachen
- Augsburg: Betriebsseelsorge Augsburg
- Bamberg: Arbeitnehmerpastoral/Betriebsseelsorge
- Eichstätt: Arbeitnehmerpastoral
- Essen: Die Betriebsseelsorgestelle im Bistum Essen wurde von der Bistumsleitung geschlossen.
- Freiburg: Erzbischöfliches Seelsorgeamt, Referat Kirche in Arbeitswelt und Wirtschaft, Fachbereich Betriebsseelsorge
- Hildesheim: keine selbständige Arbeitnehmerseelsorge mehr
- Limburg: Arbeitswelt und Kirche/Ankerplatz-FFM (in Kooperation mit der kath. Stadtkirche Frankfurt a. M.)
- Mainz: Referat Berufs- und Arbeitswelt im Bistum Mainz, Diözesanstelle für Arbeitnehmer- und Betriebsseelsorge
- München-Freising: Betriebsseelsorge
- Osnabrück: Betriebsseelsorge wurde eingestellt
- Passau: Betriebs- und Arbeitnehmerseelsorge
- Regensburg: Kath. Betriebsseelsorge im Bistum Regensburg
- Rottenburg-Stuttgart: Fachbereich Kirche und Arbeitswelt – Betriebsseelsorge
- Speyer: Referat Seelsorge in der Arbeitswelt/KAB
- Würzburg: Katholische Betriebsseelsorge

## Auftrag und Arbeitsweise
Die Katholische Betriebsseelsorge soll Kirche in der Arbeitswelt erlebbar und erfahrbar machen und biblisch begründete und in der Katholischen Soziallehre entwickelte Werte in der Arbeitswelt vertreten. Darüber hinaus ist sie innerkirchlich Ansprechpartnerin für Fragen der Arbeitswelt.
Die Katholische Soziallehre kritisiert das Machtungleichgewicht zwischen Kapital und Arbeit und fordert den „Vorrang der Arbeit gegenüber dem Kapital“. Darum soll die Betriebsseelsorge, in enger Verbindung mit der Arbeiterbewegung, Partei für die abhängig Beschäftigten ergreifen.
Aufgrund des direkten Bezugs zu Arbeitswelt und Arbeitslosigkeit ist Betriebsseelsorge häufig außerhalb der organisatorischen Strukturen in Kirchengemeinden und Dekanaten im Einsatz. Dieser Einsatz umfasst:
- Betriebliche Präsenz durch Beratung und Begleitung von Betriebsräten, Personalräten und Mitarbeitervertretungen sowie ihrer Gremien, Teilnahme an Betriebs- und Personalversammlungen.
- Öffentliche Parteinahme bei tariflichen, gesellschaftlichen und betrieblichen Konflikten (Betriebsschließungen, Stellenabbau, Angriffe auf Arbeitnehmervertretungen) und politischen/gesellschaftlichen Diskussionen um die Zukunft der Arbeit (etwa gegen die Sonntagsarbeit) und um die gerechte Verteilung von Arbeit und Einkommen.
- Seelsorgerische Beratungsangebote für arbeitende Menschen und Arbeitslose, insbesondere in Konflikt- und Belastungssituationen (Mobbing, Burnout).
- Enge Zusammenarbeit mit Gewerkschaften des DGB, der Katholischen Arbeitnehmer-Bewegung (KAB) und der Christlichen Arbeiterjugend (CAJ) sowie ökumenisch mit dem Kirchlichen Dienst in der Arbeitswelt (KDA) bei Aktionen und Fortbildungsangeboten im betriebsseelsorgerischen Aufgabenspektrum.
- Organisation und Unterstützung von Gruppen, Kreisen, Initiativen, die Probleme in der Arbeitswelt und in Arbeitslosigkeit thematisieren und zur Selbsthilfe anleiten.
- Erholungsangebote für durch die Arbeitswelt besonders Belastete – mit spirituellen und seelsorgerischen Akzenten.
- Lotsenfunktion bei ihren Zielgruppen für andere soziale, rechtliche und gesundheitliche Hilfsangebote.
- Innerkirchliche Informations- und Diskussionsangebote zu Fragen der Arbeitswelt und Arbeitslosigkeit (Betriebsbesichtigungen, Fachtagungen, Mitarbeit in Gremien und Kommissionen) und theologische Thematisierung von Arbeit/Arbeitslosigkeit in  Predigt und Liturgie.
- Eigene Arbeitseinsätze als angelernte Arbeiterinnen und Arbeiter in Betrieben.

## Theologische Verankerung
Die Katholische Betriebsseelsorge in den deutschen Diözesen orientiert sich an drei biblischen Perspektiven. Sie sind in den Leitlinien der Betriebsseelsorge Kirche im Betrieb ausgeführt.

### Die Solidarität Gottes mit den Menschen
Die Solidarität hat sich in der Geschichte der Arbeiterbewegung als starke, befreiende Kraft erwiesen. Die Betriebsseelsorge bringt die Solidarität der Arbeitenden mit der Solidarität Gottes in Verbindung. Im Alten Testament zeigt sich Jahwe, der Gott der Bibel, als solidarisch mit seinem Volk. Er hört die Klage der unterdrückten Israeliten und führt sein Volk aus der Fron-Sklaverei Ägyptens heraus (Exodus, 3). Er erweist sich als ein „Immanuel“, als „Gott mit uns“. Im Neuen Testament wird sein Sohn selber Mensch: Jesus Christus.

„… er entäußerte sich und wurde wie ein Sklave und den Menschen gleich. Sein Leben war das eines Menschen; er erniedrigte sich und war gehorsam bis zum Tod.“

Als Sohn eines Dorfhandwerkers in Nazareth und Wander-Rabbi lebte Jesus an der Seite der Armen und der gesellschaftlich Ausgestoßenen und Geächteten. Sein „Programm“ fasst er in die Worte des Propheten Jesaja (Jes 61,1 ):

„Der Geist des Herrn ruht auf mir; denn der Herr hat mich gesalbt. Er hat mich gesandt, damit ich den Armen eine gute Nachricht bringe; damit ich den Gefangenen die Entlassung verkünde und den Blinden das Augenlicht; damit ich die Zerschlagenen in Freiheit setze und ein Gnadenjahr des Herrn ausrufe.“

Deshalb sieht Betriebsseelsorge in der Solidarität mit den Benachteiligten einen Grundvollzug des christlichen Glaubens. Daher sucht sie die Nähe zu den Menschen mit und ohne Erwerbsarbeit. Sie nimmt Teil an ihren Kämpfen um Recht und Würde, gerechten Lohn und humane Arbeitsbedingungen. Sie setzt sich ein für die, die an der Überlast der Arbeit zerbrechen und für die Erwerbslosen, die sich ausgegrenzt fühlen. Diese Menschen sollen durch die Betriebsseelsorge den befreienden Gott der Bibel erfahren, ebenso die liebende Zuwendung Jesu zu den „Mühseligen und Beladenen“.

### Prophetie – die Vision einer gerechten und humanen Arbeitswelt
Die biblischen Propheten reden und handeln aus tiefer Verbundenheit mit dem befreienden Gott.
Ein Schwerpunkt der prophetischen Perspektive der Betriebsseelsorge ist die Frage nach der Gerechtigkeit wie in Jeremia 30,10 dargestellt: Der gerechte Gott erwartet von seinem Volk, dass sich die göttliche Gerechtigkeit in gerechten Strukturen widerspiegeln kann.
Auch Jesus sieht sich in der Reihe der Propheten. Die Kirche Jesu Christi ist erbaut auf dem „Fundament der Apostel und Propheten“ (Paulus, Epheserbrief 2,20). Jesus verkündet das Reich Gottes und meint damit eine neue, geschwisterliche Gesellschaft, die hier und heute  beginnt, um dann im Jenseits durch Gott vollendet zu werden Das Reich Gottes in diesem Sinn zu begründen und aufzubauen ist danach Aufgabe der Christinnen und Christen.
In diesem Sinn will die Betriebsseelsorge in der Welt der Arbeit prophetische Kirche sein. Sie beobachtet und analysiert die Entwicklungen in Wirtschaft und Arbeit und misst sie an den Maßstäben der sozialen Gerechtigkeit, reklamiert Unrecht und benennt die Verursacher. Sie nimmt daher öffentlich Stellung zu Betriebsschließungen, Entlassungen und Tarifauseinandersetzungen. In ihren prophetischen Aussagen orientiert sie sich an den Leitlinien der Katholischen Soziallehre und deren Kapitalismuskritik.

### Missionarisch Kirche sein
Den sogenannten Missionsbefehl Jesu: „Geht hinaus in die ganze Welt und verkündet das Evangelium allen Geschöpfen“ setzt die Betriebsseelsorge in dem Sinne um, dass sie aktiv ist in der Welt der Arbeit. Sie geht bewusst auf die zu, denen Kirche fremd geblieben oder fremd geworden ist. Über die Betriebsseelsorge können diese Menschen „Kirche“ neu oder anders als „Kirche auf ihrer Seite“ erfahren.
Im Rahmen ihres missionarischen Auftrags befähigt und bestärkt die Betriebsseelsorge diejenigen, die als überzeugte Christinnen und Christen in der Welt der Arbeit aktiv sind und dort ihre Sendung („missio“) entdecken und leben. Darüber hinaus bietet die Betriebsseelsorge die Botschaft der Bibel allen Menschen als Hilfe zur Gestaltung der Arbeitswelt und der Bewältigung des eigenen Lebens an.
Mit diesen drei Eckpfeilern ist die Katholische Betriebsseelsorge in der Theologie des Zweiten Vatikanischen Konzils (1965) und seiner Pastoralkonstitution Gaudium et spes (deutscher Titel: „Die Kirche in der Welt von heute“) verankert. In diesem Konzilsbeschluss wird der Auftrag der Christinnen und Christen so formuliert:

„Freude und Hoffnung, Trauer und Angst der Menschen von heute, besonders der Armen und Bedrängten aller Art, sind auch Freude und Hoffnung, Trauer und Angst der Jünger Christi. Und es gibt nichts wahrhaft Menschliches, das nicht in ihren Herzen seinen Widerhall fände.“

Durch diese Aussage fühlt sich die Katholische Betriebsseelsorge ermutigt und bestärkt, in ihrer Arbeit konfessionelle und religiöse Schranken zu überwinden.

## Historische Entwicklung und Einflüsse
Die Betriebsseelsorge ist eine jüngere Form der Kategorialsseelsorge, die sich nach dem Zweiten Weltkrieg in der Bundesrepublik als eigenständiges pastorales Konzept entwickelt hat. Sie nimmt verschiedene historische Entwicklungen in der katholischen Kirche auf. Wesentlich für die Entwicklung der Betriebsseelsorge sind:
- Seit den 1840er Jahren die zunehmende Auseinandersetzung innerhalb der katholischen Kirche mit der Sozialen Frage, vor allem durch Adolph Kolping, Bischof Wilhelm von Ketteler.
- 1891: Enzyklika Rerum Novarum von Papst Leo XIII. – Gemeinwohlgedanke und Recht der Arbeitenden auf Würde und  ausreichenden Lohn. Dieses Rundschreiben markiert den Beginn der Entwicklung einer Katholischen Soziallehre durch päpstliche Rundschreiben, Konzilsbeschlüsse sowie Lehre und Forschung. Vgl. dazu das umfangreiche  Werk von Oswald von Nell-Breuning.
- Seit ca. 1920 intensiver Einsatz des Priesters und späteren Kardinals Joseph Cardijn in Belgien und europaweit für die Arbeiterjugend; 1947 gründet er die Christliche Arbeiterjugend Deutschland (CAJ). Die CAJ ist vor allem bekannt geworden durch die Entwicklung des methodischen Dreischritts von „Sehen-Urteilen-Handeln“[9] sowie eine neue Form der Bibellektüre: „Lebendiges Evangelium“.
- Seit ca. 1920 ausgehend von Belgien/Frankreich Bewegung der Arbeiterpriester mit klarer, oft einseitiger Parteinahme für die Arbeitenden (1953 von der Kurie verboten, aber später wieder zugelassen). In Deutschland bildete sich im Jahre 1972 eine Gruppe Arbeitergeschwister mit Priestern, Ordensleuten und Laien, die ihr Christsein in der Arbeitswelt leben.[10]
- 1961: „Arbeitsgemeinschaft für Betriebsgruppenarbeit“: Suche nach einem pastoralen Ansatz in der modernen Arbeitswelt.
- 1965: Pastoralkonstitution „Gaudium et spes“ des Zweiten Vatikanischen Konzils – Vorrang der Arbeit vor dem Kapital und Forderung nach einem genauen Verständnis der Situation abhängig Beschäftigter. Zudem wird das Laienapostolat gestärkt.
- 1970: „Fürstenrieder Leitsätze“- Aufnahme der Konzilsaussagen in eine bundesweite Grundlage für die Betriebsseelsorge.[11] Verstärkte Zusammenarbeit mit den DGB-Gewerkschaften.
- Ab ca. 1970: Einflüsse der Befreiungstheologie durch die Option für die Armen und die damit verbundene Gesellschafts- und Kapitalismuskritik.
- 1975: Beschluss „Kirche und Arbeiterschaft“ der Würzburger Synode – Eingeständnis des Versagens der katholischen Kirche im Blick auf die Arbeitnehmerschaft. Empfehlung, auf Diözesan- oder Regionalebene Arbeitsstellen für Arbeiter- und Betriebsseelsorge einzurichten und hauptamtlich zu besetzen.[12]
- Ab ca. 1980 verstärkte öffentliche Wahrnehmung betriebsseelsorgerischen Engagements durch Berichte von Betriebsseelsorgern aus der Arbeitswelt[13] und die Unterstützung von Arbeitskämpfen wie im Zweigwerk Speyer der Vereinigten Flugtechnischen Werke Fokker (VFW).[14]
- 1990: „Betriebsseelsorge – eine Wegbeschreibung für Arbeitnehmerpastoral“: Konkretisierung des betriebsbezogenen Ansatzes der Betriebsseelsorge und Festlegung auf eine Parteilichkeit im Kräfteungleichgewicht zwischen Kapital und Arbeit. Betriebsseelsorge umfasst nun auch verstärkt die Arbeitslosen-Seelsorge.[15]
- 2010: Erweiterte Fassung der Leitlinien Kirche im Betrieb – Inner- und außerkirchliche Hinterfragung des Wirtschaftssystems und der erkennbaren Auswirkungen der Globalisierung auf die abhängig Beschäftigten als Aufgabe.
- 2021: Neueste Fassung von Kirche im Betrieb – verstärkt werden die gesellschaftlichen Veränderungsprozesse (z. B. Digitalisierung, Prekarisierung, Fluchtbewegungen, Gendergerechtigkeit, Nachhaltigkeit und Klimaschutz) und deren Auswirkungen auf die Arbeitswelt einbezogen.

## Kritik und Kontroversen
Konflikte zwischen Betriebsseelsorge und den DGB-Gewerkschaften sind heute nicht mehr erkennbar. Im Blick auf den Synodalbeschluss wurde von manchen Gewerkschaftlern der Begriff „Arbeiterklasse“ kritisiert, der in dieser Engführung veraltet sei. Die Leitlinien der Betriebsseelsorge haben diese enge Bedeutung längst aufgelöst und die weit ausufernde Prekarisierung der Erwerbsarbeit in den Blick genommen. Als besonders benachteiligend betrachtet sie dabei auch die Situation von Jugendlichen und Frauen in der Arbeitswelt.
Die Kritik der DGB-Gewerkschaften am „Eigenständigen Dienst – und Arbeitsrecht der Kirchen“ hält die Betriebsseelsorge für berechtigt. Mit der Entscheidung, die Tarifautonomie in den eigenen Arbeitsbeziehungen auszuklammern, setzt sich die Kirche in eklatanten Widerspruch zu ihrer Soziallehre, die ausdrücklich die vertragliche Ausgestaltung der Arbeitsbeziehungen fordert. Die Betriebsseelsorge vertritt diesen Standpunkt der Kirchenleitung gegenüber. Sie betrachtet diesen sogenannten Dritten Weg als einen unsolidarischen Weg, der alte Gräben zwischen der Kirche und der Gewerkschaft wieder aufreißt. Sie unterstützt und stärkt aber dennoch die Frauen und Männer in den kirchlichen Mitarbeitervertretungen (MAV), die im Rahmen des kirchlichen Sonderrechtes betriebsratsähnliche Funktionen wahrnehmen.
Schon seit den ersten größeren kirchlich begleiteten Standortkämpfen wird von den betroffenen Unternehmen, aber auch aus der Politik gefordert, Kirche möge sich aus betrieblichen Konflikten heraushalten, da ihr die wirtschaftliche Kompetenz fehle und damit die Berechtigung, sich zu wirtschaftliche Entscheidungen kritisch zu positionieren. Aus Sicht der Katholischen Betriebsseelsorge ist aber Kritik und Parteinahme gerade deshalb notwendig und zulässig, weil in vielen Konflikten sonst die Gefahr besteht, dass die menschlichen Auswirkungen wirtschaftlicher Entscheidungen nicht ausreichend berücksichtigt werden. Das zumindest zu erreichen und dadurch u. U. andere, menschengerechtere und weniger schädliche Lösungen für den Konflikt anzuregen ist eine wesentliche Komponente ihres prophetischen Anspruches.